# جون واطسون (لاعب كرة قدم أمريكية)
جون واطسون (بالإنجليزية: John Watson)‏ هو لاعب كرة قدم أمريكية أمريكي، ولد في 11 يناير 1949 في بالو ألتو في الولايات المتحدة.

## وصلات خارجية
- جون واطسون على موقع مرجع كرة القدم المحترفة.كوم (الإنجليزية)